# 国立彰化師範大学
国立彰化師範大学（こくりつしょうかしはんだいがく、繁: 國立彰化師範大學、英: National Changhua University of Education）は、台湾省彰化県彰化市に位置する中華民国の国立師範大学である。略称は彰化師大、彰師大。

## 歴史
| 年     | 月日 | 事跡 |
| ------ | ---- | --- |
| 1970年 | -    | 台湾中部の教育人材の育成と教育制度改革を目的に、現所在地に「台湾省中等教師研習会」を設立（跡地は「白沙山荘」と称されている） |
| 1971年 | 8月  | 「台湾省立教育学院」として開校                                                                                               |
| 1980年 | 7月  | 「国立台湾教育学院」と改称                                                                                                   |
| 1989年 | 8月  | 「国立彰化師範大学」に昇格 教育学院、科学教育学院、職業教育院を設置                                                          |
| 1993年 | -    | 科学教育学院を理学院と改称                                                                                                   |
| 2000年 | 8月  | 文学院を設置 |
| 2002年 | 8月  | 工学院、管理学院を設置 |
| 2004年 | 8月  | 社会科学院、体育学院を設置                                                                                                   |

## 組織
| - 教育学院 - 教育研究所 - 特殊教育学系所 - カウンセラー指導学系所 - 保健カウンセラー研究所 - 資賦優異研究所 - 管理学院 - 企業管理学系 - 会計学系 - 情報管理学系所 - 販売流通管理研究所 - デジタルコンテンツ技術管理研究所 - 文学院 - 英文学系所 - 国文学系所 - 美術学系所 - 地理学系所 - 芸術教育研究所 - 翻訳研究所 - 児童英語研究所 - 台湾文学研究所 - 理学院 - 数学系所 - 物理学系所 - 生物学系所 - 化学系 - 光電テクノロジー研究所 - バイオテクノロジー研究所 - 統計情報研究所 - 科学教育研究所 | - 工学院 - 機電工学系所 - 電機工学系所 - 電子工学系所 - 情報工学系所 - 集積回路設計研究所 - ディスプレィ技術研究所 - 電信工学研究所 - 社会科学曁体育学院 - 体育学系 - 公共事務と公民教育学系 - 歴史学研究所 - 政治学研究所 - 応用運動科学研究所 - 運動健康研究所 - 技術職業教育学院 - 工業教育技術学系 - 人材管理研究所 - 商業教育学系所 - デジタル学習研究所 - 車輛テクノロジー研究所 - 教養課程中心 |

## スポーツ・サークル・伝統
この学校には5人のマスターがいますが、これは設立以来の学校の文化です。